# Щръклево
Щръ̀клево е село в Северна България. То се намира в Община Иваново, област Русе.

## География
Село Щръклево се намира на 17 km южно от гр. Русе. Летище Русе се намира на около километър южно от селото.

## История
В миналото, селото се е наричало Кадъкьой, или седалище на съдията (кадията). Сегашното си име е получило след Освобождението.
Няколко са легендите за името на селото. Най-разпространената е, че многобройни ята щъркели обичали да гнездят в близката местност Никулчов кладенец.
Другата версия е, че до селото е имало горичка, където денем през летните горещини се криел пощръклелият добитък.
В землището на селото по поречието на река Бели Лом между с. Писанец и с. Нисово се намират останки на село наричано „Галица“. Според някои стари жители това е старото село, обезлюдено по време на чумата.
В непосредствена близост до селото са открити фрагменти от глинени съдове, които свидетелстват, че районът на селото е заселен още от римско време. Още през възраждането – 1841 г. е създадено първото килийно училище, а само десетина години след Освобождението е открита така наречената „Прогимназия“. Щръклево е едно от първите електрифицирани и водоснабдени села в страната – още през 1932 г. В началото на селото е имало и електрическа централа. Сградата на Първо основно училище, строена през 1914 г., е запазена, в нея сега се намира музейната сбирка „Светлоструй“.
При избухването на Балканската война в 1912 година един човек от Щръклево е доброволец в Македоно-одринското опълчение.
От 1928 г. до 1941 г. от Д. Добрев в селото е издаван в. „Светлоструй“ – вестник за културни-просветни литературни въпроси. Популяризирало е и млади провинциални поети и писатели. Сътрудници са били Г. Караславов, Н. Хрелков, А.Златаров, Л. Стоянов, К. Калчев и др.

## Обществени институции
Народно читалище „Възраждане 1906“ – разполага с около 18 000 тома.
Основно училище „Христо Ботев“ – с около 165 ученика
Музейна сбирка „Светлоструй“

## Културни и природни забележителности
Селото се намира в непосредствена близост до живописната долина на река Русенски Лом. Скалните манастири изградени по поречието и са един от деветте български обекта, намиращи се под защитата на ЮНЕСКО като част от световното историческо наследство.

## Редовни събития
- Събор на 1 май.

## Личности
Родени в Щръклево
- Димитър Добрев (1904 – 1985), български писател
- Петър Димов Киряков (1923 – 1943). Роден на 18 юли 1923 г., член на РМС. Обвинен, че е подпалил фабрика в София, произвеждаща кожуси за немската армия. Осъден на смърт и присъдата е изпълнена, след като Борис III e издал специален указ за изпълнението ѝ, поради това, че е малолетен. Обесен на 28 януари 1943 г.

- Димитър Петров Стоянов (1930 – 2012), кбн, ст.н.с. II ст., дългогодишен ръководител на лабораторията по патохистология на НИЕМ, сега НЗЦПБ
- Георги Тодоров Стойчев (1942 – 2005), д-р, доцент, миколог, ръководител на Катедрата по ботаника към Аграрен университет – Пловдив
- Иван Тодоров Манолов (1938 – 1997), к.и.н., застрахователен деятел, дългогодишен директор на ДЗИ-София, основател на ЖЗК „Феникс“.
- Марийка Маринова Йоцова – псевдоним Мара Девия (писател), член на Съюза на Независимите Писатели. Родена 1952 г. в с. Щръклево. Автор на книгите „Мъдрост от небето“, „Земята плаче“, „Вой на ранена вълчица“, „Щръклево, Щръклево“, „Есенно листо“, „Смелостта на съня“ и др. Нейни творби са издавани в Алманах „Мизия“ и в руско литературно списание.
- Мария Дочева Узунова (1934 – 2014) – летец. Летяла по всички вътрешни и международни линии като втори пилот.

Учители
- Александър Дочев – основен учител в основно училище „Св. св. Кирил и Методий“
- Васил Гайдаржиев – основен учител в основно училище „Отец Паисий“
- Димитър Александров Дочев – гимназиален учител в Русенската мъжка гимназия „Христо Ботев“, състезател по гимнастика
- Мара Александрова Дочева – основен учител в училище „Св. св. Кирил и Методий“
- Стефан Грънчаров – прогимназиален учител, директор на прогимназия „Христо Ботев“
- Димитър Календжиев – прогимназиален учител в прогимназия „Христо Ботев“
- Михаил Славов – прогимназиален учител в прогимназия „Христо Ботев“
- Ганчо Велков Великов – прогимназиален учител в прогимназия „Христо Ботев“
- Симеон Тороманов – основен учител
- Миланка Гайдарджиева-Токусчиева – прогимназиален учител и дългогодишен директор на прогимназия „Христо Ботев“
- Петър Костов Петров – гимназиален учител в столарското училище в гр. Русе
- Маринка Иванова Петрова-прогимназиален учител(матаматика, физика, музика) в прогимназия „Христо Ботев“

Военни чинове
- Добри Димитров – опълченец, участвал в боевете при Шипка през 1877 г.
- Васил Кутинчев – командир на I Българска армия през 1913 г., участвала в превземането на гр. Одрин
- Лазар Даков – полковник, майстор на спорта по конна езда
- Иван Данев Маринов – полковник, артилерист
- Йордан Павлов Лазаров – полковник, снабдителни войски
- Георги Костов Петров – полковник от специалните войски

Медицински кадри
- Велико Борисов Токусчиев – лекар в окръжна болница гр. Русе
- Младен Йорданов Димитров-лекар/АГ и обща медицина/
- Емил Александров Данев-Казаков – ортопед в окръжна болница гр. Русе, представител на френски лекарствени фирми
- Велико Данев Тороманов – зъболекар в с. Щръклево и здравните служби на гр. София
- Върбинка Митева Мизена – зъблекар в III поликлиника гр. София, училищен зъболекар
- Иван Александров Дочев – ветеринарен лекар в лечебницата гр. Русе, състезател по мотоциклетен спорт
- Димитър Петров Стоянов – зав. ветеринарната лечебница в с. Щръклево 1953 – 1955 г., аспирант във Висшия ветеринарно-медицински институт гр. София, старши научен сътрудник, зав. лаборатория по патоморфология и електронна микроскопия при Научния институт по заразни и паразитни болести на Министерството на здравеопазването през 1956 – 2004 г., кандидат на биологичните науки, секретар на Научното медицинско дружество на епидемиолози, микробиолози, имунолози, паразитолози и инфекционисти, организатор на национални, регионални и международни научни прояви по профилактична медицина, преподавател в Медицинския институт за лаборанти гр. София
- Александър Данев Казаков – ветеринарен лекар, зав. ветеринарната лечебница в с. Вятово и службата за ветеринарно-санитарен контрол при митница Дунав мост в гр. Русе, преподавател в техникума в Образцов чифлик, край гр. Русе.
- Данка Христова Трифонова-Календжиева – медицинска сестра в окръжна болница гр. Русе и Александровска болница гр. София
- Върбинка Михайлова Златева-Дюлгерова – медицинска сестра в Александровска болница гр. София

Инженери и стопански дейци
- Иван Киряков – инженер, участвал в проектирането и строежа на водопровода и електроцентралата в с. Щръклево.
- Жеко Жеков – инженер, участник в проектирането и строежа на водопровода, както и в дейността на народното читалище „Възраждане“ и издаването на литературния вестник „Светлоструй“
- Кирил Керчев – агроном, научен сътрудник в аналитичната лаборатория при Българска академия на науките през 1953 -1965 г.
- Стоян Михалев Циганаров – кмет на с. Щръклево 1926 – 1930 г., през което време се построява централния водоровод и електроцентралата с дизелово гориво
- Йордан Тодоров – председател на ТКЗС „Победа“ Щръклево 1953 – 1960 г.
- Тодор Тончев – председател на ТКЗС „Победа“ Щръклево 1950 – 1953 г.
- Никола Ламбрев – председател на селския съвет в Щръклево 1944 – 1948 г.
- Илия Великов Токусчиев – председател на селския съвет в Щръклево 1950 – 1959 г.
- Тодор Пенев Кудусчиев – председател на ПК „Правда“ и бригадир в АПК.

Спорт
- Йордан Дафинов Мечев (1921-2013) - основател и ръководител на конния спорт в селото и основател на дружество „Спортист“. От 1954 г. - съдия по конен спорт. От 1961 г. - обществен инструктор по конен спорт. Участвал в много конни състезания. 1954 г. - надпрепускане на 1800 м. на клубовете от ТКЗС и ДЗС в с. Хърсово - първо място от 90 състезатели и 120 коня; 1955 г. - Окръжно надпрепускане 2200 м. в Русе - първо място; 1968 г. - Републиканско първенство по конен спорт, шампионат за млади коне в София - първо място; 1969 г. - Републикански турнир по конен спорт - конкур ипик 140 см - второ място; 1970 г. - Международна среща по конен спорт конкур ипик - четвърто място. Негови ученици от дружество „Спортист“ също заемат престижни места.

Загинали през Първата световна война
- Александър Кунев Григоров-чин: редник, част: 3-ти пехотен полк, 1-ва рота, дата на смъртта: 24 апр. 1918 г., загинал: позиция Червената стена, с. Цапари, погребан: западно от с. Цапари, околия/държава: Битолска, Македония.

- Александър Русев Саров [Сяров].чин: редник, набор: 1914, част: 16-а погранична дружина, 3-та рота, дата на смъртта: 27 септ. 1916 г., загинал: София, 7-а местна военна болница, починал от рани.

- Али Узун Алиев Хасанов-чин: редник, набор: 1913, част: 42-ри пехотен полк, 4-та рота, дата на смъртта: 6 септ. 1916 г., загинал: с. Зафирово, община Главиница, Добруджа, убит
- Ангел Дочев Гюдюлев-чин: старши подофицер, част: 2-ри пехотен полк, 15-а рота, дата на смъртта: 23 ноем. 1915 г., къде е загинал: с. Бистрица, околия/държава: Тиквешка, погребан: 500 м североизточно от с. Бистренци, околия/държава: Тиквешка, Македония.
- Антон Петров Додукманов-чин: редник, част: 49-и пехотен полк, 8-а рота, дата на смъртта: 9 юни 1918 г., загинал: 2/5-а запасна евакуационна болница, с. Куманово, околия/държава: Македония
- Антон Русев Градев-чин: редник, част: 49-и пехотен полк, 8-а рота, дата на смъртта: 3 юни 1917 г., къде е загинал: 1-ва местна военна болница, Скопие, Македония
- Ахмед Берберов Ахмедов-чин: редник, част: Въздушни войски, газодобивно отделение, дата на смъртта: 22 февр. 1917 г., загинал: Въздухоплавателна дружина
- Борис Неделчев Мечев-чин: редник, част: 2-ри тежък артилерийски полк, загинал: с. Валандово, околия/държава: Дойранска, погребан: с. Валандово, околия/държава: Дойранска, Македония
- Васил [Върбан] Петров Писанкалиев-чин: ефрейтор, част: 5-и пехотен полк, 8-а рота, дата на смъртта: 11 дек. 1916 г., загинал: при р. Лешница, Добро поле, погребан: при р. Лешница, Македония
- Върбан Неделчев Сироков-чин: редник, част: 5-и пехотен полк, 8-а рота, дата на смъртта: 13 юни 1918 г., загинал: с. Мелетково, околия/държава: Гевгелийска, погребан: с. Мелетково, околия/държава: Гевгелийска, Македония
- Върбан Петров Градев-чин: редник, част: 5-и пехотен полк, 8-а рота, дата на смъртта: 11 дек. 1916 г., загинал: височина Скалиста, Македония
- Георги Калинов Сираков-чин: младши подофицер, част: 49-и пехотен полк, 8-а рота, дата на смъртта: 22 ноем. 1915 г., загинал: с. Пардейци, околия/държава: Гевгелийска, Македония
- Гецо Иванов Кападжиев-чин: старши подофицер, част: Сборен артилерийски полк, нестроева батарея, дата на смъртта: 3 авг. 1917 г., загинал: Ниш, погребан: Ниш, Сърбия
- Гецо Иванов Коленджиев-чин: подофицер, част: 25-и артилерийски полк, 1-ва батарея, дата на смъртта: 3 авг. 1917 г., загинал: Ниш, погребан: Ниш, Сърбия
- Гецо Маринов Червенков-чин: редник, част: 5-и пехотен полк, дата на смъртта: 1918 г., загинал: Яребична, Македония
- Господин Неделчев Димов-чин: редник, част: 5-и пехотен полк, дата на смъртта: 1917 г., загинал: вр. Каменец, околия/държава: Прилепска, погребан: Каменец, околия/държава: Прилепска, Македония
- Дани Димитров Мечев-чин: редник, част: 5-и опълченски полк, 6-а рота, дата на смъртта: 5 дек. 1916 г., загинал: с. Пуени, район Гюргево, Румъния,убит
- Дани Илиев Серсемов-чин: редник, част: 49-и пехотен полк, 8-а рота, дата на смъртта: 1/ 31 ноем. 1915 г., загинал: с. Долно Чичево, околия/държава: Гевгелийска, Македония
- Джафер Али Джаферов-чин: редник, част: 42-ри пехотен полк, 1-ва картечна рота, дата на смъртта: 29 авг. 1917 г., загинал: Битоля, Македония
- Димитър Митев Минков-чин: редник, част: 5-и пехотен полк, 8-а рота, дата на смъртта: 18 май 1916 г., загинал: с. Мелница, околия/държава: Прилепска,погребан: с. Мелница, околия/държава: Прилепска, Македония
- Димитър Петров Градев [Цъдев]-чин: редник, част: 5-и пехотен полк, 8-а рота/ 8-и пехотен полк, дата на смъртта: 2 юни 1917 г., загинал: с. Дуня, околия/държава: Прилепска,погребан: с. Дуня, до селските гробища, околия/държава: Прилепска, Македония
- Димитър Цонев Милков-чин: редник, част: 5-и пехотен полк, 12-а рота, дата на смъртта: 1916 г., къде е загинал: вр. Каменец, околия/държава: Прилепска,къде е погребан: вр. Каменец, околия/държава: Прилепска, Македония
- Дичо Русев Саров-чин: редник, набор: 1916, част: 19-и пехотен полк, 4-та рота, дата на смъртта: 19 септ. 1916 г.,ранен при Тутракан, Добруджа, починал в Разград, местна военна болница,погребан: Разград
- Дончо Пенчев Петков-чин: редник, част: 5-и пехотен полк, 6-а рота, дата на смъртта: 10 май 1917 г., загинал: вр. Яребична, околия/държава: Прилепска, Македония.
- Иван Станчев Аврамов-чин: редник, част: 5-и пехотен полк, 8-а рота, дата на смъртта: 26 май 1917 г., загинал: с. Бешище, околия/държава: Прилепска,погребан: с. Бешище, околия/държава: Прилепска, Македония
- Илия Маринов Ошафов-чин: младши подофицер, част: 49-и пехотен полк, 8-а рота, дата на смъртта: 31 май 1918 г., къде е загинал: връх Яребична, околия/държава: Гевгелийска, Македония
- Илия Стоянов Дечев-чин: редник, част: 5-а интендантска рота, дата на смъртта: 23 дек. 1916 г., загинал: 1/8-а полска болница, Прилеп, Македония
- Йордан Йорданов Гайдаров-чин: офицерски кандидат, набор: 1915, част: 25-и пехотен полк, 3-та рота, дата на смъртта: 23 окт. 1916 г., загинал: на кота 127 при с. Кокарджа (Пиетрени), Северна *Добруджа, Румъния, погребан: насред с. Пещера,забележка: посмъртно произведен в звание подпоручик.
- Калин Билечев Камбуров-чин: старши подофицер, част: 5-и пехотен полк, 11-а рота, дата на смъртта: 28 ян. 1917 г., загинал: с. Бешище, околия/държава: Прилепска,погребан: с. Бешище, околия/държава: Прилепска, Македония
- Колю Неделчев Вълканов-чин: редник, част: 5-и пехотен полк, 3-та рота, дата на смъртта: 1915 г., загинал: болницата, Дупница
- Коста Данев Циганаров-чин: редник, част: 5-и пехотен полк, 8-а рота, дата на смъртта: 13 ноем. 1915 г., загинал: с. Косталарци, околия/държава: Прилепска,погребан: с. Косталарци, околия/държава: Прилепска, Македония
- Коста Пенев Аврамов-чин: ефрейтор, част: 5-и пехотен полк, 1-ва картечна рота, дата на смъртта: 27 дек. 1917, загинал: вр. Каменец, околия/държава: Прилепска, Македония
- Кръстю Ганев Дечев-чин: редник, част: 5-и пехотен полк, 8-а рота, дата на смъртта: 13 ноем. 1915 г., загинал: с. Канатларци, околия/държава: Прилепска,погребан: с. Канатларци, околия/държава: Прилепска, Македония
- Лазар Стоянов Градев-чин: старши подофицер, част: 49-и пехотен полк, 8-а рота, дата на смъртта: 11/ 13 окт. 1916 г., загинал: Добро поле/ връх Търнава, околия/държава: Битолска, Македония
- Марин Желев Додукмонов [Додокманов]-чин: редник, част: 49-и пехотен полк, 2-ра/ 8-а рота, дата на смъртта: 16 дек. 1916 г., загинал: връх Търнава, околия/държава: Гевгелийска, Македония
- Мехмед Дели Мехмедов-чин: редник, набор: 1892, част: 5-и опълченски полк, 6-а рота, дата на смъртта: 19 окт. 1917 г., къде е загинал: с. Гречи, район Тулча, Северна Добруджа, Румъния, 3/4-та полска болница, Peritonitis,починал
- Мехмед Кула Хасан Мехмедов-чин: редник, част: 5-о дивизионно интендантство/ 5-а интендантска рота, дата на смъртта: 18 авг. 1917 г., загинал: 6/2-ра полска болница, околия/държава: Македония

- Мехмед Къса Мехмедов-чин: редник, част: 20-и пехотен полк, 6-а рота, дата на смъртта: 7 май 1917 г.,загинал: Гевгели, Македония
- Мехмед Яшар Кисиков-чин: редник, част: 18-и пехотен полк, 10-а рота, дата на смъртта: 15 септ. 1917 г., загинал: Русе, околия/държава: Русенска
- Минчо Дочев Узунов-чин: редник, част: 5-и пехотен полк, 5-а рота, дата на смъртта: 1917 г., къде е загинал: вр. Каймакчалан, Македония
- Минчо Минчев Жеков-чин: редник, част: 5-и пехотен полк, дата на смъртта: 1917 г., загинал: вр. Яребична, Македония
- Митю Илиев Казаков-чин: редник, част: 11-и артилерийски полк, 5-а батарея, дата на смъртта: 11 дек. 1917 г., загинал: военна болница, Велес,погребан: Велес, Македония
- Митю Калинов Камбуров-чин: младши подофицер, част: 1-ва пионерна дружина, телеграфна рота, дата на смъртта: 5 март 1916 г., загинал: в селото си

- Мустафа Ахмедов Ахмедов Брантия-чин: редник, част: 5-а допълваща дружина, дата на смъртта: 27 дек. 1915 г., загинал: Русе
- Мустафа Ахмедов Ибраимов-чин: редник, част: 5-а допълваща дружина, 3-та рота, дата на смъртта: 27 дек. 1915 г., загинал: местна военна болница, Русе,погребан: Русе
- Неделчо Гецов Костадинов-чин: редник, част: 28-и пехотен полк, 8-а рота, дата на смъртта: 1 ноем. 1916 г.
- Неджин [Наджиб] Рюстемов [Рустемов]-чин: редник, част: 5-и армейски спомагателен транспорт, 4-ти ешелон, дата на смъртта: 23 февр. 1916 г., загинал: местна военна болница, Самоков

- Недю Пенев Събев-чин: редник, част: 5-и пехотен полк, 8-а рота, дата на смъртта: 9 май 1917 г.,загинал: около Добро поле, р. Лешница, Македония
- Недялко [Неделчо] Георгиев Курдов-чин: редник, набор: 1892, част: 5-и опълченски полк, 5-а рота, дата на смъртта: 14 дек. 1916 г., загинал: Русе, местна военна болница,починал от рани
- Никола Вълканов Неделчев-чин: редник, част: 5-и пехотен полк, 8-а рота, дата на смъртта: 4 дек. 1915 г., загинал: Дупница,погребан: Дупница
- Пенчо Великов Манчов [Мънгов]-чин: старши подофицер, част: 5-и пехотен полк, 8-а рота, дата на смъртта: 11 дек. 1916 г., загинал: Каменец, р. Лешница, околия/държава: Прилепска, Македония
- Пеню Златев Карабадев-чин: редник, част: 2-ра опълченска дружина, 3-та рота, дата на смъртта: 20 юни 1917 г., загинал: Зайчар, Сърбия.
- Пеню Маринов Пенев-чин: редник, част: 5-и пехотен полк, дата на смъртта: 1916 г., загинал: Битоля, Македония
- Петко Дечев Пенчев [Пенчов]-чин: редник, част: 5-и пехотен полк, 6-а рота, дата на смъртта: 11 май 1917 г.,загинал: около Добро поле, р. Лешница, Македония
- Петко Златев Митев-чин: редник, част: 2-ра опълченска дружина, 1-ва рота, дата на смъртта: 20 юли 1917 г., загинал: Зайчар, околия/държава: Сърбия
- Петър Николов Пенев-чин: редник, част: 8-и пехотен полк, 1-ва рота, дата на смъртта: 2 май 1917 г., загинал: с. Хума,погребан: височина Яребична, Македония
- Петър Петков [Пеков] Минков-чин: редник, част: 5-и пехотен полк, 8-а рота, дата на смъртта: 22 март 1917 г., загинал: с. Дуня, околия/държава: Прилепска,погребан: 500 м югозападно от с. Дуня, до гробищата, Македония
- Рачо Иванов Антиков-чин: редник, част: 5-и пехотен полк, 8-а рота, дата на смъртта: 1 апр./ 7 май 1917 г., загинал: с. Бешище, околия/държава: Прилепска,погребан: с. Бешище, околия/държава: Прилепска, Македония
- Симеон Дачев [Дочев] Генов-чин: редник, част: 5-и пехотен полк/ 1-ви артилерийски полк, 4-та батарея, дата на смъртта: 1915 г./ 3 февр. 1916 г., загинал: с. Щръклево, околия/държава: Русенска погребан: с. Щръклево, околия/държава: Русенска

- Станчо Аврамов-чин: редник, част: 5-и пехотен полк, 8-а рота, дата на смъртта: 8 май 1917 г., загинал: около с. Бешище, околия/държава: Прилепска, Македония
- Стоил Карчев Кадасчиев-чин: редник, част: 5-и опълченски полк, 4-та рота, дата на смъртта: 2 дек. 1916 г., загинал: Скопие, Македония
- Стоил Керчев Курчев-чин: младши подофицер, част: 5-и пехотен полк, 4-та рота, дата на смъртта: 25 февр. 1916 г., загинал: Скопие,погребан: градските гробища, Македония
- Стоян М. [Минчев] Балканджиев-чин: редник, част: 28-и пехотен полк, 9-а рота, дата на смъртта: 10 дек. 1916 г., загинал: завоя на Черна при с. Брод/ висота 1050 при с. Орле,погребан: завоя на Черна при с. Брод, Македония
- Тахир Мехмедов-чин: редник, част: 5-о окръжие, воден транспорт, дата на смъртта: 16 септ. 1916 г.,загинал: Търново
- Тодор Кънев Кереков-чин: редник, част: 5-и пехотен полк, 8-а рота, дата на смъртта: 10 юни 1918 г., къде е загинал: вр. Рошава, околия/държава: Гевгелийска,къде е погребан: с. Хума, Македония
- Христо Неделчев Дубленов-чин: ефрейтор, част: 5-и пехотен полк, 8-а рота, дата на смъртта: 19 февр. 1917 г., загинал: около с. Бешище, околия/държава: Прилепска, Македония
- Цвятко Илиев Сиреков [Спираков]-чин: редник, част: 5-и пехотен полк, 8-а рота, дата на смъртта: 9 май 1917 г., загинал: около Добро поле, р. Лешница, околия/държава: Прилепска, Македония
- Цони Атанасов Сиреков-чин: редник, част: 5-и пехотен полк, 8-а рота, дата на смъртта: 1918 г., загинал: с. Щръклево, погребан: с. Щръклево
- Юрдан Маринов Манулков-чин: редник, част: 5-и пехотен полк, 5-а рота, дата на смъртта: 7 февр. 1917 г., загинал: с. Дуня, околия/държава: Прилепска,погребан: до гробищата, с. Дуня, до селските гробища, Македония
- Юсеин Мъстънов Качамов-чин: редник, набор: 1905, част: 42-ри пехотен полк, 3-та рота, дата на смъртта: 6 септ. 1916 г., загинал: с. Зафирово, община Главиница-Добруджа,убит
- Юсеин Узун Алиев-чин: редник, част: 19-и пехотен полк, 1-ва рота, дата на смъртта: 24 февр. 1917 г., загинал: с. Гречи, Тулча, Северна Добруджа, Румъния,полска болница,починал от болест
- Яшар Касиков Мехмедов-чин: редник, част: 18-и пехотен полк, 10-а рота, дата на смъртта: 15 септ. 1917 г., загинал: Русе, погребан: Русе, околия/държава: Русенска

## Любопитно
На 11 септември 1995 година хиляди хора от Русе и региона се събират на летището в Щръклево, за да посрещнат извънземни. Информацията за кацането на НЛО е разпространена от три местни „контактьорки“. 